# Pedro Campbell

Pedro Campbell, nacido como Peter Campbell, (Tipperary, Irlanda, c. 1782 - Pilar, Paraguay, 1832) fue un militar y marino irlandés; nombrado Comandante General de la Marina Artiguista durante la Liga de los Pueblo Libres, es considerado en Uruguay como una figura fundacional de la Armada Nacional.
Sus restos fueron repatriados a Uruguay el 18 de mayo de 1961 y descansan hoy día en el panteón de la Armada Nacional del Cementerio del Norte en Montevideo como Primer Comandante de Marina.

## Elgauchoalmirante
Llegó al Río de la Plata en el año 1806 como sargento formando parte de la primera de las invasiones  inglesas, las cuales intentarían conquistar aquellas extensas tierras para el comercio imperial. Su apellido es uno de los más típicos entre los de origen irlandés. Lo único que se sabe de su infancia es que era católico  y que (cosa extraña en esos años) sabía leer.
Desertó poco antes de la Reconquista y vivió en varios lugares en Entre Ríos y en Corrientes, trabajando como curtidor y destacándose como jinete y tripulante de pequeñas embarcaciones. En todas estas actividades ganó fama de valiente y audaz, además de jefe capaz de pequeñas partidas dedicadas a cualquier cosa: arreos, caza, robos, navegación fluvial o guerra. Tenía fama de haber vencido a decenas de hombres en duelo, a los que no mataba, pero causaba heridas graves. Adoptó las costumbres y las ropas de los gauchos, por lo que pudo pasar por uno de ellos.
En 1811 se enroló en una goleta al mando del francés Ángel Hubac, con el que más tarde se unió a la guerra ofensiva contra los realistas de Montevideo. Sirvió en la escuadra de las Provincias Unidas del Río de la Plata comandada por Guillermo Brown durante la Campaña Naval de 1814,  participando en la liberación de la isla Martín García y de la victoria naval de Montevideo.

## La flotilla "sutil" de Artigas
En diciembre de 1814 se pasó con una pequeña embarcación a su mando a las tropas de José Artigas, ya irremediablemente enfrentado con Buenos Aires. Campbell decidió defender los ideales republicanos y federales, y ofrecer sus servicios a Artigas, quien le encomendó el mando de una flotilla en el río Paraná. De modo que prestó servicio por varios meses en la pequeña flota artiguista en los ríos Uruguay y Paraná. Es posible que haya participado en la larga guerra que enfrentó a Santa Fe con Buenos Aires.
Tuvo durante años un verdadero dominio sobre el Río Paraná, impidiendo que Gaspar Rodríguez de Francia desde el Paraguay pudiera enviar ayuda a Buenos Aires para destruir la Liga Federal. 
En 1815 apoyó a Andrés Guazurary en su lucha contra una invasión paraguaya. Cuando una reacción porteñista dirigida por Genaro Perugorría derrocó al gobernador correntino Juan Bautista Méndez, quedó al mando del pueblo de Curuzú Cuatiá hasta que el gobierno federal fue repuesto.
Con tropas irregulares formadas por gauchos e indígenas, se enfrentó con fuerzas muy superiores, sin embargo, Campbell con su táctica de combate no cesó de perseguir y cargar sobre los renovados ejércitos de Buenos Aires, con tanto éxito que Bartolomé Mitre hizo de él el siguiente juicio: 

"Era éste el inventor de una nueva táctica de combate que consistía en que la infantería montada y armada de fusil con bayoneta, cargaba a gran galope como caballería, se dispersaba en guerrillas del mismo modo, echaba pie a tierra por parejas o grupos, cuidando uno de los caballos y rompía el fuego dentro del tiro de fusil. En caso de avance, se reconcentraba y cargaba a pie o a caballo, según obrase como infantería o caballería, y en caso de retirada, saltaba rápidamente sobre sus caballos y se ponía fuera del alcance de su enemigo. Esta operación era protegida por escuadrones de verdadera caballería que servían de reserva".

Una táctica parecida  a ésta empleó en los combates navales, abordando por sorpresa a las naves enemigas en medio de la gritería de los indios y gauchos, que tomaban por sorpresa a tripulaciones que no sabían como actuar rápidamente para contrarrestarlos.

## Campañas militares
El gobernador misionero Andrés Guazurary lo envió a capturar los barcos que encontrara en Goya, con los que formó el embrión de su futura flotilla. Luego ocupó la ciudad de Corrientes e inició una época de terror, cometiendo toda clase de abusos entre sus habitantes.
En diciembre zarpó con una flotilla para apoyar a los federales de Santa Fe, pero fue rápidamente derrotado.
Se unió a las fuerzas de tierra de Estanislao López, y luego de Francisco Ramírez, obligando a Hubac a levantar el bloqueo sobre Santa Fe. A mediados de año transportó a las tropas entrerrianas y correntinas a Santa Fe, para la proyectada invasión a Buenos Aires. Por no haber otro jefe correntino, quedó al mando de las tropas de caballería de esa provincia, y el 1 de febrero de 1820 fue el jefe de la caballería correntina en la batalla de Cepeda, victoria clave de los federales. 
Unos pocos días después, en una maniobra audaz, intentó una sorpresa con lanchones para apoderarse de la flota porteña en San Nicolás de los Arroyos, pero todo resultó un fracaso y perdió muchos hombres. Sólo logró la muerte del capitán Hubac.
Regresó a Entre Ríos poco antes que Ramírez y se puso a órdenes de Artigas. Cuando el caudillo entrerriano lo atacó, siguió a su jefe hacia el norte, de derrota en derrota. Su flota fue destruida y huyó a pie a Corrientes, donde fue tomado preso. Unos meses más tarde fue liberado y se refugió en el Paraguay.
Permaneció prisionero del dictador Gaspar Rodríguez de Francia durante un tiempo, y luego se lo instaló en la Villa del Pilar, sobre la costa del río Paraguay, donde se dedicó a la curtiembre de cueros. Allí falleció en el año 1832.